# Immersion totale
Ne pas confondre avec Total Immersion (méthode de natation)
Immersion totale est un magazine télévisé de société français, créé en 2006 et présenté par Carole Gaessler et diffusé sur France 2 le 26 juin 2006 en seconde partie de soirée.